# Khaled Souissi
Khaled Souissi (ur. 20 maja 1985 w Tunisie) – piłkarz tunezyjski grający na pozycji bocznego obrońcy w Club Africain Tunis. Mierzy 180 cm wzrostu.

## Kariera klubowa
Karierę Souissi rozpoczął w klubie Club Africain Tunis. W 2005 roku zadebiutował w jego barwach w rozgrywkach pierwszej lidze tunezyjskiej. W 2006 roku wystąpił w finale Pucharu Tunezji. Z kolei w 2008 roku wywalczył swoje pierwsze w karierze mistrzostwo kraju oraz wygrał Puchar Mistrzów Afryki Północnej. Grał też w Arles-Avignon i EGS Gafsa.

## Kariera reprezentacyjna
W reprezentacji Tunezji Souissi zadebiutował w 2008 roku. W 2010 roku w Pucharze Narodów Afryki 2010 zagrał we 2 meczach: z Zambią (1:1) i z Kamerunem (2:2).